# Kleene-ster
In de wiskunde en informatica is de Kleene-ster een unaire operator op een verzameling strings of een verzameling symbolen. Het toepassen van de Kleene-ster op de verzameling V wordt genoteerd als V*. De operator wordt veel gebruikt in reguliere expressies waarin hij geïntroduceerd werd door Stephen Kleene om bepaalde automaten te karakteriseren.
1. Als V een verzameling strings is, wordt de Kleene-ster gedefinieerd als de kleinste superset die ε (de lege string) bevat en die gesloten is onder concatenatie van strings.
2. Als V een verzameling symbolen is, is V* de verzameling met alle strings van symbolen uit V, inclusief de lege string.

## Definitie
We definiëren
{\displaystyle V_{0}=\{\epsilon \}\,}
en op recursieve wijze de verzameling:
{\displaystyle V_{i+1}=\{wv\mid w\in V_{i}{\mbox{ en }}v\in V\}}, met {\displaystyle i\geq 0}.
Als V een formele taal is, dan bevat Vi alle mogelijke strings die ontstaan door i keer een element uit V te nemen (mogelijk dezelfde) en deze te concateneren.
De Kleene-ster kan nu gedefinieerd worden als:
{\displaystyle V^{*}=\bigcup _{i=0}^{\infty }V_{i}=\left\{\epsilon \right\}\cup V_{1}\cup V_{2}\cup V_{3}\cup \ldots }
V*  bevat dus alle mogelijke strings met eindige lengte die gegenereerd kunnen worden met symbolen uit V.

## Voorbeelden
De Kleene-ster van een verzameling met strings:
{"ab", "c"}* = {ε, "ab", "c", "abab", "abc", "cab", "cc", "ababab", "ababc", "abcab", "abcc", "cabab", "cabc", "ccab", "ccc", ...}
De Kleene-ster van een verzameling met symbolen:
{'a', 'b', 'c'}* = {ε, "a", "b", "c", "aa", "ab", "ac", "ba", "bb", "bc", ...}

## Generalisatie
De Kleene-ster wordt vaak gegeneraliseerd voor een willekeurige monoïde (M, {\displaystyle \circ }), een verzameling M en een binaire operatie {\displaystyle \circ } op M zodanig dat:
- (geslotenheid) {\displaystyle \forall a,b\in M:~a\circ b\in M}
- (associativiteit) {\displaystyle \forall a,b,c\in M:~(a\circ b)\circ c=a\circ (b\circ c)}